# Ivory Tower (canción)
«Ivory Tower» es una canción del músico norirlandés Van Morrison publicada en el álbum de 1986 No Guru, No Method, No Teacher además de como sencillo el mismo año, con el tema "A New Kind of Man" como cara B.
Clinton Heylin escribió sobre la canción: "Un coro sobre qué duro "debe ser igual que yo, ver como yo, sentir como yo" amenaza el estado espiritual que había mantenido Van Morrison hasta el momento". Por su parte, el biógrafo John Collis adopta la misma postura, diciendo: ""Ivory Tower" rompe el molde: es una canción R&B como aquellas producidas por el viejo Van Morrison, salvo que ahora sufre de lástima: "Don't you know the price I have to pay/Just to do everything I have to do" (lo cual puede traducirse al español como: "No sabes el precio que tengo que pagar / para hacer simplemente lo que tengo que hacer")".

## Personal
- Van Morrison: voz
- June Boyce: coros
- Richie Buckley: saxofón tenor
- Martin Drover: trompeta
- David Hayes: bajo
- Rosie Hunter: coros
- Jeff Labes: piano
- Chris Michie: guitarra
- John Platania: guitarra
- Bianca Thornton: coros
- Jeanie Tracy: coros
- Baba Trunde: batería